# Courcelles (Territoire de Belfort)
Courcelles település Franciaországban, Territoire de Belfort megyében. Lakosainak száma 128 fő (2022. január 1.). Courcelles Courtelevant, Florimont és Réchésy községekkel határos.

## Népesség
A település népességének változása:
| Lakosok száma | 137  | 134  | 127  | 120  | 118  | 116  | 120  | 124  | 128  |
|               | 2013 | 2015 | 2016 | 2017 | 2018 | 2019 | 2020 | 2021 | 2022 |